# Amalau Valley
Amalau Valley är en dal i Amerikanska Samoa (USA).   Den ligger i distriktet Östra distriktet, i den västra delen av landet, 5 kilometer öster om huvudstaden Pago Pago. Amalau Valley ligger på ön Tutuila Island.